# 佩特魯尼夫卡
48°21′3″N 28°33′25″E / 48.35083°N 28.55694°E
佩特魯尼夫卡（烏克蘭語：Петрунівка），是烏克蘭的村落，位於該國西南部文尼察州，由圖利欽區負責管轄，始建於1790年，面積0.57平方公里，海拔高度195米，2001年人口49，人口密度每平方公里85.37人。